# کوزول (جمهوری آلتای)
کوزول (به لاتین: Kozul) یک منطقهٔ مسکونی در روسیه است که در جمهوری آلتای واقع شده‌است.